# Laurentius Hanser
Laurentius Hanser OSB, Taufname Bernhard (* 23. Juli 1875 in Walchsee; † 28. Dezember 1929 in München), war ein Benediktinermönch im Kloster Scheyern und Klosterhistoriker.

## Biografie
Bernhard Hanser besuchte das Gymnasium des Klosters Scheyern und trat hier 1895 in die Benediktinerabtei ein. Im Jahr 1896 legte er seine Profess ab und erhielt den Ordensnamen Laurentius. Anschließend studierte er Philosophie und Katholische Theologie an der internationalen Benediktinerhochschule Sant’Anselmo in Rom. Nach Abschluss des Studiums empfing er 1899 die Priesterweihe. 
In Kloster Scheyern bekleidete er verschiedene Ämter; unter anderem war er 1904 Subprior. Von 1906 bis 1907 und erneut ab 1912 war er Prior des Studienhauses des Klosters Scheyern in München. In dieser Zeit studierte er Rechtswissenschaft an der Universität München. Das Studium schloss er 1919 mit der Promotion ab. Nach der Rückkehr aus München wirkte er ab 1920 in Scheyern in der Seelsorge und als Lehrer am Gymnasium des Klosters.
Laurentius Hanser war einer der Initiatoren der Bayerischen Benediktinerakademie und war ab 1921 erster Sekretär der Akademie.

## Veröffentlichungen (Auswahl)
Klostergeschichte
- Das Scheyerer Kreuz. Das heilige Kreuz in Scheyern (aus den einschlägigen Urkunden zusammengestellt), Scheyern 1917.
- Scheyern einst und jetzt, Band 1: Geschichtlicher Überblick, Scheyern 1927 (die Bände 2–7 nur als Manuskript in Kloster Scheyern).
- Rechtsgeschichtliche Forschungen über das Kloster Scheyern (= Beiträge zur Geschichte, Topographie und Statistik des Erzbistums München und Freising 13 = N.F. Bd. 7), München 1921 (Dissertation).

Frömmigkeit, Erbauung
- Alles für Dich, heiligstes Herz Jesu. Gebet- und Trostbüchlein für betrübte, armselige Zeiten, München 1920.
- Kranz und Krone. Brautgeschenk für angehende Eheleute, München 1921.
- Marienlob. Gebetbüchlein für den täglichen Gebrauch, insbesondere zur Verehrung Unserer Lieben Frau, München 1921 (mehrere Auflagen).